# 서맨사 폭스
서맨사 카렌 폭스(영어: Samantha Karen Fox, 1966년 4월 15일 ~ )는 잉글랜드의 가수이자 모델이다. 주요 노래로는 I Only Wanna Be With You가 있다. 그 노래는 베이 시티 롤러스, 더스티 스프링필드와 더불어 대표적인 것으로 드러나고 있다.